# Vijftienjarige Oorlog
De Vijftienjarige Oorlog (ook wel de Lange Oorlog) was een oorlog tussen enerzijds het Ottomaanse Rijk en anderzijds de Habsburgse monarchie  en de staten Walachije, Transsylvanië en Moldavië. De oorlog wordt ook soms Dertienjarige Oorlog genoemd omdat de eerste twee jaren worden meegerekend in de Honderdjarige Kroatisch-Ottomaanse Oorlog.

## Geschiedenis
In 1591 begon de oorlog met zware schermutselingen aan de grensstreek. In 1592 viel het fort van Bihać in de handen van de Ottomanen. In 1593 belegerden Ottomaanse troepen uit de Eyalet Bosnië de Kroatische stad Sisak. In de Slag bij Sisak op 22 juni 1593 werden de Ottomanen verslagen. De oorlog startte echt op 29 juni van dat jaar toen het Ottomaanse leger een campagne startte tegen de Habsburgse monarchie en de steden Győr en Komárom veroverde.
In 1595 verzamelde paus Clemens VIII een alliantie van Europese Christelijke machten om tegen de Ottomanen te vechten. In Praag werd een alliantieverdrag getekend door Rudolf II van het Heilige Roomse Rijk en Sigismund Báthory, prins van Transsylvanië. Aaron Vodă, prins van Moldavië, en Michaël de Dappere, vorst van Walachije, voegden zich later dat jaar bij de alliantie.
De Ottomanen wilden Wenen veroveren terwijl de Habsburgers de controle wilden over Ottomaans Hongarije. Controle over de Donau en de daar gelegen forten was cruciaal. De oorlog werd voornamelijk uitgevochten in koninklijk Hongarije, wat ruwweg overeenkomt met het hedendaagse westen van Hongarije en het zuiden van Slowakije, Transdanubië, Kroatië en Slavonië, het Ottomaanse Rijk (Roemelië, het tegenwoordige Bulgarije en Servië) en Walachije (Zuid-Roemenië).
In 1595 veroverden de christenen Győr, Esztergom en Visegrád, strategische forten langs de Donau. De Ottomanen belegerden Eger in 1596 en konden de stad veroveren.
Op het oostfront startte Michaël de Dappere in 1594 een campagne tegen de Ottomanen en veroverde enkele kastelen langs de Donau en ook de steden Giurgiu, Brăila, Hârșova en Silistra, terwijl de Moldaviërs de Ottomanen versloegen in Iași. Michaël drong dieper het Ottomaanse Rijk binnen en veroverde Nikopolis en bereikte zelfs Adrianopolis. Op een bepaalde punt waren zijn troepen slechts op 25 kilometer verwijderd van de Ottomaanse hoofdstad Constantinopel. In de slag bij Călugăreni werden de Ottomanen verslagen maar Michaël moest zich hierna evenzeer terugtrekken en wachten op hulp van zijn bondgenoten. De oorlog tussen Walachije en de Ottomanen duurde tot 1599 toen Michaël zich moest terugtrekken omdat hij de oorlog niet kon verder zetten wegens gebrek aan steun.
Het keerpunt van de oorlog was de slag bij Mezőkeresztes in Hongarije die plaats vond tussen 24 en 26 oktober 1596 en eindigde in een Ottomaanse overwinning. Ondanks deze overwinning hadden de Ottomanen door dat de Europeanen betere wapens hadden dan zij. Dit was de eerste grote veldslag in Centraal-Europa tussen christenen en Ottomanen sinds de Slag bij Mohács. Na deze veldslag werd de oorlog herleid tot kleinere veldslagen en belegeringen van forten die vaak veroverd en heroverd werden.
In augustus 1601 versloegen Michaël de Dappere en Giorgio Basta de Hongaren, die Ottomaanse bescherming aanvaard hadden in de slag bij Goroszló. Basta liet Michaël de Dappere vermoorden om zo de macht te grijpen in Transsylvanië.
De laatste fase van de oorlog was van 1604 tot 1606 toen István Bocskai de anti-Habsburgse beweging leidde in Slowakije. Hij werd gekroond tot prins van Transsylvanië en Hongarije en sloot vrede met keizer Rudolf in het verdrag van Wenen.
De oorlog eindigde met de vrede van Zsitvatorok op 11 november 1606. Er werd besloten dat het Ottomaanse Rijk niet verder in het rijk van de Habsburgse monarchie mocht dringen. Door het verdrag stabiliseerden de omstandigheden aan de Habsburgse-Ottomaanse grens.